# Distretto di Shuocheng
Il distretto di Shuocheng (朔城区S, Shuòchéng QūP) è un distretto della Cina, situato nella provincia dello Shanxi e amministrato dalla prefettura di Shuozhou.